# リタ・ヘイワースの黒いドレス
リタ・ヘイワースの黒いドレス（リタ・ヘイワースのくろいドレス）は、アメリカの衣装デザイナーであるジャン・ルイによって作られた黒い生地のドレスで、1946年に公開された映画『ギルダ』の中でリタ・ヘイワースが着用した。ジャック・コールの振り付けで、リタが演じるギルダが "Put the Blame on Mame" を歌い、即興でストリップティーズをするシーンで使用された。このドレスは一般的に映画やファッションのアイコンとして認知されるとともに、ファム・ファタール像に関するその後の認識にも影響を与えた。日刊紙『インデペンデント』では「映画におけるファッションモーメントベスト10」として名が挙げられた。

## 歴史
コロンビア映画の衣装デザイナーであるジャン・ルイは、女優のリタ・ヘイワースと1945年から1959年までの間で9本の映画で一緒に仕事をしている。ルイは、「リタ・ヘイワースのイメージを構成する必要不可欠な成分である」と考えられている。
ギルダの服を作るにあたり、ジャン・ルイは、パリの有名な社交家を描いたジョン・シンガー・サージェントの「マダムXの肖像」に触発された。雑誌『ライフ』によると、ジャン・ルイがリタ・ヘイワースのためにデザインしたワードローブの価値は約6万米ドルで、当時としては高額だった。ギルダが作中でこのドレスを着て歌う "Put the Blame on Mame" は、女性の「極端なセクシュアリティ」は、熱かろうが冷たがろうが、大惨事を招くということを歌った歌である。
1946年、クロスロード作戦の一環として、第二次世界大戦後に試験された最初の核爆弾は「ギルダ」と名付けられ、ヘイワースの写真で飾られていた。ヘイワースの夫であったオーソン・ウェルズによると、ヘイワースはこのことについて激怒しており、記者会見を開いて抗議したがっていたが、周りに止められたという。
2009年の4月に、このドレスはフォレスト・J・アッカーマン・エステートのオークションで売りに出される予定だった。ロットの説明では、ドレスの内側に「コロンビア映画の所有物」と「リタ・ヘイワース」というラベルがまだ縫い付けられていることが明記されていた。当初の価格は3万米ドルから5万米ドルの間で見積もられていたが、オークションに出品される前にロットは取り下げられた。その後、2009年の9月に、奇しくもそのドレスはeBayのオークションに現れ、3万米ドルから入札が始まった。
この黒いドレスが出てくる場面はいくつかの映画で参照されている。ディズニー映画『ロジャー・ラビット』でジェシカ・ラビットが "Why Don't You Do Right?" を歌う場面は、『ギルダ』でリタ・ヘイワースが歌う場面との類似性が指摘されている。ジェームズ・ボンドシリーズ23作目の『スカイフォール』（2007年）にて、衣装デザイナーのジャニー・ティマイムはボンドガールのセヴェリンの衣服を作る際にこのドレスを参照した。

## デザイン
このストラップレスドレスは黒のサテンで、肩を出したストレートネックのシースドレスである。登場シーンでは、このドレスに長いサテン製のオペラグローブを合わせている。
ヘイワースは娘を産んでから数か月しか経っておらず、妊娠前と体型が変わっていたため、このドレスを着るためにコルセットを身につけた。ドレス以外にも、ジャン・ルイはドレスの下に着けるハーネスを作った。ハーネスは中央に1つ、横に2つのステーで構成されていた。さらに、柔らかいプラスチックがドレスの上部のあたりに成形されていた。